# Frédérique Fontanarosa
Pour les articles homonymes, voir Fontanarosa.
Frédérique Fontanarosa est une pianiste et pédagogue française née le 13 mai 1944 à Paris et morte le 14 janvier 2020 à Rueil-Malmaison.

## Biographie
Frédérique Fontanarosa naît le 13 mai 1944 à Paris (10e arrondissement de Paris),.
Elle commence le piano à l'âge de cinq ans et étudie à l'École normale de musique de Paris avec Charlotte Causeret jusqu'en 1958, avant d'entrer au Conservatoire national supérieur de musique de Paris en 1959, où elle est élève de Lucette Descaves et obtient un premier prix de piano en 1964. L'année suivante, elle remporte également au sein de l'établissement un 1er prix de musique de chambre dans la classe de Pierre Pasquier.
Elle travaille aussi avec Joseph Calvet et se produit à partir de 1961 comme pianiste du Trio Fontanarosa, qu'elle forme avec ses frères Patrice Fontanarosa au violon et Renaud Fontanarosa au violoncelle,.
Outre sa carrière de musicienne chambriste, Frédérique Fontanarosa est pédagogue et enseigne au Conservatoire de Maisons-Alfort entre 1968 et 1978 ainsi qu'au Conservatoire de Suresnes à partir de 1975.
Ponctuellement, elle participe également à des spectacles mêlant théâtre et musique, dont certains qu'elle réalise elle-même, ainsi qu'à quelques films, notamment La mariée était en noir de François Truffaut (1968).
Frédérique Fontanarosa meurt le 14 janvier 2020 à Rueil-Malmaison, à l'âge de 75 ans,.